# Les Salauds
Pour plus de détails, voir Fiche technique et Distribution.
Les Salauds est un film français de Claire Denis sorti en 2013. Il est présenté en compétition dans la section « Un certain regard » lors du 66e festival de Cannes.

## Synopsis
Marco Silvestri, officier de marine marchande sur un supertanker, revient précipitamment en France lorsque sa sœur Sandra lui apprend le suicide de son mari, Jacques, et le viol de sa nièce, Justine, retrouvée errant nue dans les rues de Paris. Fomentant une vengeance envers les « salauds » qui ont poussé son beau-frère à se tuer, il décide un mois plus tard d'emménager dans l'immeuble d'Édouard Laporte, un associé en affaires de ce dernier. Il fait la rencontre de Raphaëlle, la jeune compagne de Laporte. Il décide et réussit à la séduire afin d'approcher le couple sans toutefois bien définir la forme définitive que prendra son action, bien que son esprit se laisse aller à des actions violentes. Petit à petit, une réalité des plus noires est révélée aux yeux de Marco Silvestri : sa nièce participe volontairement à des soirées sexuelles en banlieue organisées par un trouble couple, Xavier et Élysée. Il finit par découvrir — à la suite du visionnage de vidéos et de photos fournies par Xavier — que Laporte, mais aussi Jacques, sont présents et participent activement et en toute liberté à ces réunions.

## Fiche technique
- Titre : Les Salauds
- Titre international : Bastards
- Réalisation : Claire Denis (assistée de Pierre Sénélas et Christelle Lahaye)
- Scénario : Claire Denis et Jean-Pol Fargeau
- Photographie : Agnès Godard
- Montage : Annette Dutertre
- Son : Martin Boissau
- Décors : Michel Barthélémy
- Costumes : Judy Shrewsbury
- Musique originale : Stuart Staples et Tindersticks
- Pays d'origine :  France
- Producteurs : Laurence Clerc, Olivier Thery Lapiney et Vincent Maraval ; Producteur associé : Vincent Lindon
- Sociétés de production : Wild Bunch et Alcatraz Films en coproduction avec Pandora Film Produktion, Arte France Cinéma[1], en association avec la SOFICA Indéfilms, avec le soutien du CNC[2] et du Fonds de soutien aux industries techniques cinématographiques et audiovisuelles de la région Île-de-France[3]
- Société de distribution : Wild Bunch Distribution (France)
- Genre : néo-noir[4]
- Langue : français
- Format : couleur - numérique - Son Dolby SRD 5:1 - 1,85:1
- Durée : 100 minutes
- Dates de sortie :
  - France : 21 mai 2013 (Festival de Cannes), 7 août 2013 (sortie généralisée)
  - Belgique : 14 août 2013
  - États-Unis : 6 octobre 2013 (Festival du film de New York)
- Classification : Interdit aux moins de 12 ans[5]

## Distribution
- Vincent Lindon : Marco Silvestri
- Chiara Mastroianni : Raphaëlle Laporte
- Julie Bataille : Sandra
- Michel Subor : Édouard Laporte
- Lola Créton : Justine
- Laurent Grévill : Jacques
- Alex Descas : Le docteur Bethanie
- Christophe Miossec : Guy
- Grégoire Colin : Xavier
- Florence Loiret Caille : Élysée
- Hélène Fillières : La banquière
- Éric Dupond-Moretti : Lui-même
- Sharunas Bartas : Le représentant de l'armateur étranger
- Nicole Dogué : L'inspectrice de police
- Claire Tran : L'infirmière
- Élise Lhomeau : La baby-sitter
- Jeanne Disson : Audrey
- Yann Antoine Bizette : Le petit Joseph

## Projet et réalisation du film

### Écriture du scénario

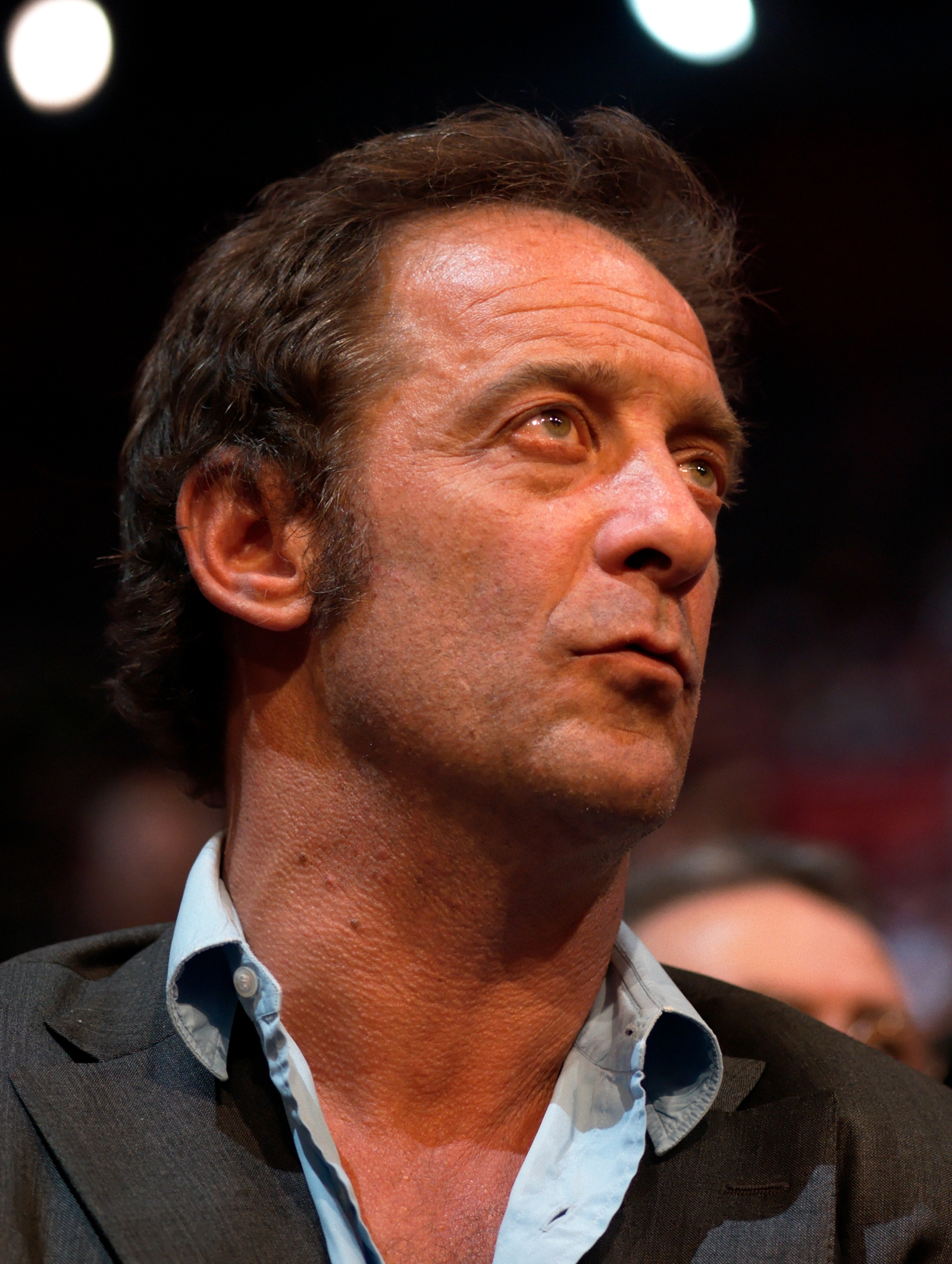
Vincent Lindon acteur principal du film, s'est également fortement impliqué dans sa production.

Alors que Claire Denis peine avec un projet de film qu'elle n'arrive pas à faire avancer, Vincent Maraval — producteur et patron de la société Wild Bunch qui avait précédemment participé à la production de White Material (2010) — lui conseille début 2012 de s'investir dans un autre projet et de bousculer ses méthodes de travail, d'« abandonner sa lenteur » naturelle, en lui demandant de faire un « film à l'arrache, » dont il lui passe commande et pour lequel il lui donne quelques semaines pour établir les grandes lignes. Dans cette optique, elle obtient également le soutien de Vincent Lindon qui l'encourage dans cette voie inhabituelle d'écriture et s'engage à tourner dans son film si le projet est mené à bien. Claire Denis, pour ce douzième film, et Jean-Pol Fargeau — son scénariste attitré pour lequel ce film constitue la neuvième collaboration —, s'inspirent des films d'Akira Kurosawa avec Toshiro Mifune (en particulier de la thématique et du titre du film Les salauds dorment en paix sorti en 1960) et décident d'écrire un film noir dont ils bouclent finalement le scénario en un mois. Une autre référence importante est le roman Sanctuaire (1931) de William Faulkner dont elle emprunte les éléments (grange, épi de maïs) de la scène de viol,. À sa lecture, Vincent Maraval et Vincent Lindon enthousiaste, tiennent leurs engagements et s'investissent dans le film. Claire Denis qui était avec Chiara Mastroianni dans le jury du Festival de Deauville 2011 — et était rentrée avec elle en voiture à Paris, ce qui lui inspirera une scène du film —, lui propose alors de tenir le rôle principal féminin. Le producteur pousse à nouveau la réalisatrice à monter rapidement son projet financier pour obtenir auprès du Centre national du cinéma l'avance sur recettes en mai 2012 afin de pouvoir entreprendre sans délais le tournage du film dès l'été,. Au total moins de six mois auront été nécessaires pour mettre en œuvre le film pour lequel la réalisatrice n'avait pas effectué précédemment de travaux ou réflexions préparatoires et pour lequel elle décida de changer profondément ses méthodes d'écriture.

### Tournage et montage
Le tournage débute à Paris le 20 août 2012 et s'étend jusqu'à la fin du mois d'octobre avec de nombreuses scènes tournées à Écharcon dans l'Essonne. Pour filmer, Claire Denis utilise pour la première fois une caméra numérique — technique qui jusqu'à présent l'avait rebutée en raison de la « présence intrusive » de la machine et de l'usage de combos, moniteurs, et du grand nombre de techniciens sur le plateau — à la fois en raison de contraintes budgétaires mais également pour expérimenter une nouvelle technique de filmage pour une œuvre dont l'ensemble de la réalisation s'est faite en totale opposition à ses habitudes de travail. Sur les conseils de la chef opératrice Agnès Godard, elle choisit une Red EPIC ainsi qu'un système d'éclairage diffus par ballon de lumière afin de disposer d'une source unique pour différents plans. Les scènes d'intérieur ont été tournées dans un immeuble du boulevard Haussmann ; celles de la maison close ont été tournées dans une grange d'Écharcon et dans ses alentours, avec des conditions de prises de son qui ont conduit à les refaire en post-synchronisation en raison de bruits parasites mais normaux des activités de la campagne ; celle de l'accident de voiture a été tournée de nuit dans le camp militaire de Montlhéry dans des conditions météorologiques difficiles, ; une petite équipe est partie aux Émirats arabes unis pour tourner dans le port de Fujaïrah.
Le montage débute en septembre 2012. Après le mauvais accueil par la presse française lors de la présentation du film à Cannes, et sur les conseils de la production, Claire Denis tente un montage alternatif du film afin d'éclaircir la narration et de supprimer certaines séquences ; déçue et non convaincue par le résultat, elle décide d'abandonner cette option à l'exception d'un plan supprimé dans la scène finale.

### Musique du film et bande originale
Durant la période du montage, Claire Denis demande une nouvelle fois à Stuart Staples — pour ce qui constitue la sixième collaboration avec le groupe britannique Tindersticks — de composer la bande originale du film qu'elle souhaite moins présente qu'habituellement et basée sur des musiques électroniques dissonantes à l'image de celles du groupe Tangerine Dream pour le film Le Solitaire (1981) de Michael Mann. Staples réalise des musiques dans ce sens, très minimalistes et éthérées, et laisse volontairement un souffle continu très présent sur les bandes qui s'apparente à un bruit blanc. Il écrit également pour le titre principal (qui est le premier et le dernier titre de l'album) une reprise de la chanson Put Your Love in Me (1977) du groupe anglais Hot Chocolate dans une adaptation originale.
La liste des titres de la bande originale est la suivante :
1. Put Your Love in Me (Fade) – 2 min 41 s
2. Opening – 3 min 36 s
3. Marco – 0 min 52 s
4. Elevator – 1 min 51 s
5. Night Time Cigarettes – 2 min 51 s
6. The Yellow Bike – 1 min 03 s
7. Naked Walk – 1 min 38 s
8. Factory / Dave Drive – 3 min 58 s
9. Love on the Stairs – 2 min 31 s
10. Low Life – 6 min 03 s
11. Night Time Woods – 2 min 10 s
12. Night Drive – 3 min 24 s
13. Put Your Love in Me d'après Hot Chocolate – 7 min 27 s

## Sorties et accueil du film

### Présentations festivalières et sorties nationales
Dès novembre 2012, le film est pressenti pour faire partie de la sélection officielle du festival de Cannes 2013,, pronostic qui se confirme à une semaine de la révélation de la sélection bien que des doutes soient émis quant à la fin de son montage dans les temps impartis. Avec un peu de surprise de la part des critiques cinématographiques qui s'attendaient à le voir retenu dans la sélection principale — mais également de la cinéaste britannique Clio Barnard qui revendique l'influence de Claire Denis sur son propre travail mais reconnait qu'il est difficile de juger de ce choix avant d'avoir vu l'œuvre —, le film est finalement retenu en compétition seulement dans la section « Un certain regard,, ». Il est présenté en compétition le 21 mai 2013.
Le film sort en France le 7 août 2013 sur 83 écrans où il réalise 39 693 entrées la première semaine de son exploitation, et atteint la treizième place du classement hebdomadaire, avec un ratio de 478 entrées par copie. Ceci constitue un bon démarrage pour ce type de film puisqu'à titre comparatif la super-production américaine Lone Ranger, naissance d'un héros, sortie la même semaine, ou le film français Landes, sorti la semaine précédente, réalisent respectivement des ratios de 762 — 544 062 entrées pour 714 copies — et 377 — 33 543 entrées pour 83 copies — entrées par écran durant leur première semaine d'exploitation. La fréquentation du film, qui reçoit une importante critique négative, s'érode sensiblement totalisant 81 140 entrées pour l'ensemble de son exploitation en France ce qui est dans la moyenne basse des films de la réalisatrice.
Le film est ensuite présenté en sélection officielle au Festival du film de New York en octobre 2013.

### Accueil critique
Dès la fin du tournage, le film est considéré par la revue des Cahiers du cinéma comme l'un des plus attendus de l'année cinématographique 2013. Lors de sa présentation à Cannes, Les Salauds déçoit globalement la presse française,,, à l'exemple de Libération pour qui le film, malgré l'abondance de références cinématographiques et littéraires, reste « un polar banal » en raison d'un scénario à l'« écriture approximative », réalisé peut-être trop rapidement, entraînant « une complexité superflue de la narration » débouchant sur une fin au « moralisme grandiloquent » bien que servi par un duo d'acteurs « impeccables » ou des critiques du Monde qui s'interrogent sur les raisons qui ont poussé Claire Denis à filmer cette histoire qu'ils jugent « antipathique [...] et une épreuve pour le spectateur » en raison de sa complexité narrative aboutissant à « un film confus, tout en stupre, en sang et en brutalité ». Le travail d'Agnès Godard — « une immense directrice de la photo » —, est en revanche particulièrement remarqué. Nicolas Azalbert dans les Cahiers du cinéma — dont l'ensemble de la rédaction semble déçue par le film justifiant peut-être d'une trop grande attente —, écarte la simple « piste du film de vengeance » pour Les Salauds. Il souligne l'ambiguïté de la nature des images participant à la confusion des notions de temps et de caractérisation des personnages qui aboutit à un « film profondément perturbant » — sans que cela soit jugé positivement ou négativement — où la réalisatrice ne présente « aucun jugement moral ou politique » et regrette la scène finale (pourtant clé dans l'esprit de la réalisatrice qui insiste pour la maintenir malgré les divers avis qui l'incitaient à profondément la remanier, voire à la supprimer) jugée « superflue ». À l'opposé, Jean-Michel Frodon est enthousiaste et défend l'œuvre qu'il considère de nature « mythologique » avec le développement de thèmes et de personnages qui sont « par delà le bien et le mal » présentés avec une « terrible douceur » — servie par les deux acteurs principaux filmés au plus près et donnant un « degré d’intensité, de charme et de mystère » rare — pour un résultat « infiniment troublant [...] tailladé d’obscurité et saturé d’humanité [qui] ouvre les espaces du questionnement sur l’inacceptable. Pour Les Inrocks, le film est tour à tour « grotesque et sublime, mineur et grandiose » avec une alternance de séquences ratées et réussies dont certaines sont « irriguées par les éclats géniaux de la mise en scène » reconnaissant que la cinéaste a su, comme rarement, saisir « la naissance et les mystères du désir féminin, libre et ambigu » aboutissant à un « objet étrange » un « vrai film punk. »
La presse nord-américaine est globalement déçue par le film d'une réalisatrice généralement appréciée pour son travail singulier d'auteur. The Hollywood Reporter considère que ce film « inexorablement austère et inutilement difficile à suivre » devrait plus plaire aux admirateurs de la réalisatrice, pour sa maestria dans la réalisation et sa capacité à créer une « toile visuelle envoûtante pleine de textures sombres », qu'à un nouveau public. Le magazine souligne de plus le traitement réservé aux rôles féminins — « toutes faibles et calculatrices » — qui aurait pu selon lui valoir à la réalisatrice, si elle n'était pas une femme, d'être qualifiée de « misogyne ». Le site Indiewire critique également la complexité et la fragmentation excessives du scénario considérant à l'opposé que l'approche cinématographique nouvelle de la réalisatrice, fondée sur des plans très découpés et l'usage de nombreux gros-plans, ainsi que la thématique du thriller psycho-sexuel devrait dérouter son public habituel ajoutant également que les rôles très négatifs conférés aux personnages féminins convergent plus vers de la « misanthropie » teintée de « nihilisme ». Le site, qui consacre au film deux articles, conclut qu'il s'agit là d'un « travail mineur d'une grande réalisatrice qui tombe dans le sensationnalisme » et d'un « travail à moitié achevé ».

### Entretien contradictoire
À la suite des réactions majoritairement négatives de la presse française à Cannes, Claire Denis, à la demande des Cahiers du cinéma, dont la rédaction est également dubitative sur le film, accorde un long « entretien contradictoire » pour éclaircir ses motivations et ses choix sur son œuvre avant la sortie généralisée en France. Cette démarche peu courante est saluée par la revue. Dans ce dialogue elle s'attache à expliquer qu'elle refuse absolument tout jugement moral sur les personnages, malgré le titre de l'œuvre, qu'elle considère juste comme « humains » malgré leur « viol[ence] qui dépasse l'entendement ». Elle les place dans une « dimension mythologique », celle de la tragédie absolue et affirme que la question de l'inceste qui n'apparaît qu'à la toute fin du film est un sujet « banal », souvent tu, qui existe « au sein des familles depuis la nuit des temps ». Expliquant qu'il s'agit avant tout d'un film sur le personnage principal de Marco, elle refuse l'idée que ce soit un film « sur l'inceste » démontrant son propos par le fait que la terrible révélation surgit volontairement tout autant pour Marco, pour la mère, et pour le spectateur qu'au dernier moment ; et encore pour ce dernier la chose n'est pas explicite voire est volontairement obscure (tant sur les personnages en présence que sur le degré réel de consentement de ce qui est présenté comme un viol) comme cela a été souligné par la critique. Claire Denis reconnait cependant que le personnage de la fille est « trop inconsistant » et aurait mérité d'être plus développé afin notamment d'expliciter les rapports entre le père et sa fille dont la réalisatrice considère qu'elle agit sciemment selon « une morale qui ne la regarde pas ».